# Liste der denkmalgeschützten Objekte in Großarl
Die Liste der denkmalgeschützten Objekte in Großarl enthält die 5 denkmalgeschützten, unbeweglichen Objekte der Gemeinde Großarl.

## Denkmäler
| Foto |                 | Denkmal                                                                                      | Standort                           | Beschreibung | Metadaten |
| ---- | --------------- | -------------------------------------------------------------------------------------------- | ---------------------------------- | --- | --- |
| ja   | Datei hochladen | Ehem. Mauthaus „Alte Wacht“ HERIS-ID: 27567 Objekt-ID: 24094seit 2015                        | Alte Wacht 1 Standort KG: Au       | Das ehemalige Mauthaus steht im Bereich des schluchtartigen Talausgangs nördlich von Großarl. Der zweigeschoßige Blockbau auf einem talseitigen Mauersockel wurde 1680/81 an Stelle eines Vorgängerbaus errichtet und seither, zuletzt Dauch bedingt durch den zunehmenden Verkehr, laufend renoviert. | BDA-Hist.: Q37912111 Status: Bescheid Stand der BDA-Liste: 2025-06-30 Name: Ehem. Mauthaus „Alte Wacht“ GstNr.: .229 Alte Wacht                                         |
| ja   | Datei hochladen | Ausnahm, Kösslerhäusl, Zuhaus beim Unterharbachgut HERIS-ID: 27538 Objekt-ID: 24065          | Kössler 21 Standort KG: Eben       | Das Kösslerhäusl im Streusiedlungsgebiet Eben südlich von Großarl ist ein ehemaliges Bergknappenhaus und wurde um 1600 erbaut. Der Blockbau des Wohnspeicherhauses weist noch originale Fenster und Türen auf.                                                                                         | BDA-Hist.: Q37911953 Status: Bescheid Stand der BDA-Liste: 2025-06-30 Name: Ausnahm, Kösslerhäusl, Zuhaus beim Unterharbachgut GstNr.: .62 Kösslerhäusl, Großarl        |
| BW   | Datei hochladen | Anlage Paarhof Grundlehen HERIS-ID: 27528seit 2025                                           | Ellmau 79 Standort KG: Großarl     | | BDA-Hist.: Q135167666 Status: Bescheid Stand der BDA-Liste: 2025-06-30 Name: Anlage Paarhof Grundlehen GstNr.: .156                                                     |
| ja   | Datei hochladen | Pfarrhof HERIS-ID: 27524 Objekt-ID: 24051                                                    | Kirchgasse 7a Standort KG: Großarl | Der zweigeschoßige Pfarrhof gleich südlich der Kirche wurde im Jahr 1770 erbaut. | BDA-Hist.: Q37911874 Status: § 2a Stand der BDA-Liste: 2025-06-30 Name: Pfarrhof GstNr.: 239 Pfarrhof Großarl                                                           |
| ja   | Datei hochladen | Gemeindeamt, ehem. Forstverwaltungsgebäude, Landrichterhaus HERIS-ID: 27525 Objekt-ID: 24052 | Marktplatz 1 Standort KG: Großarl  | | BDA-Hist.: Q37911892 Status: Bescheid Stand der BDA-Liste: 2025-06-30 Name: Gemeindeamt, ehem. Forstverwaltungsgebäude, Landrichterhaus GstNr.: .75 Gemeindeamt Großarl |
| ja   | Datei hochladen | Kath. Pfarrkirche hll. Martin und Ulrich HERIS-ID: 27523 Objekt-ID: 24050                    | Standort KG: Großarl               | Die spätbarocke Saalkirche steht, vom Friedhof umgeben, auf einer Hangstufe im östlichen Ortsbereich. Über den dreijochigen, außen ungegliederten Kirchenraum erhebt sich der Nordturm mit Zwiebelhelm. Die Altäre und die Kanzel stammen aus dem Jahr 1770.                                           | BDA-Hist.: Q37911856 Status: § 2a Stand der BDA-Liste: 2025-06-30 Name: Kath. Pfarrkirche hll. Martin und Ulrich GstNr.: .22 Pfarrkirche Großarl                        |